# Рогозино (озеро)
Рого́зино — озеро на севере Тверской области России, в Удомельском районе, в 7,5 километра на юг от Удомли. Принадлежит бассейну Волги. Через озеро протекает река Волчина, впадающая в Мологу.
Площадь озера 1,56 км². Площадь водосборного бассейна — 434 км². Длина 2,6 км, максимальная ширина 0,9 км, урез воды 151,2 м, длина береговой линии 7,3 км. Максимальная обнаруженная глубина — 6,3 м при средней глубине 3,7 м. Объём воды 5 430 000 м3. Берега низменные, в южной части заболочены. Со всех сторон озеро окружено сосновым бором. На западном берегу находится санаторий-профилакторий Калининской АЭС и преображенская церковь, напротив которой на озере стоит небольшой остров. На восточном берегу, в 200 м от уреза воды — садовые участки.
С севера в озеро Рогозино впадает река Волчина, которая вытекает с юга. Кроме того, озеро соединено с соседним озером Кубыча посредством реки Кубыча и проток.